# Lekkoatletyka na Igrzyskach Imperium Brytyjskiego 1934

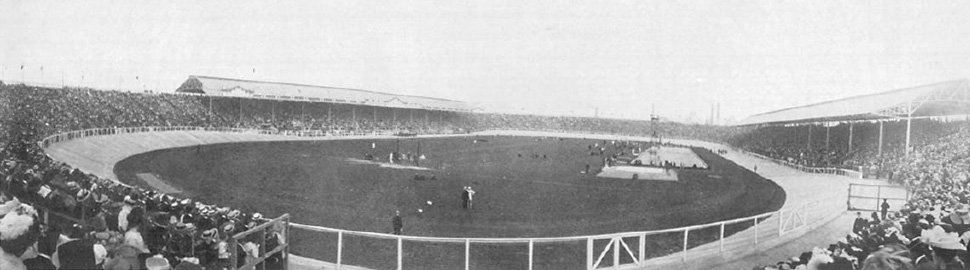
White City Stadium

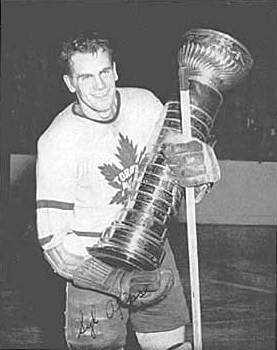
Przyszła legenda NHL, Syl Apps wygrał rywalizację w skoku o tyczce.

Lekkoatletyka na Igrzyskach Imperium Brytyjskiego w 1934 – zawody lekkoatletyczne, które były rozgrywane na White City Stadium w Londynie w Anglii. Po raz pierwszy startowały kobiety (w 9 konkurencjach). Klasyfikację medalową w tej dyscyplinie wygrała reprezentacja Anglii.

## Mężczyźni
| Konkurencja                       |                                                                     | Wynik   |                                                           | Wynik    |                                                                 | Wynik   |
| --------------------------------- | ------------------------------------------------------------------- | ------- | --------------------------------------------------------- | -------- | --------------------------------------------------------------- | ------- |
| Bieg na 100 jardów                | Arthur Sweeney                                                      | 10.0    | Marthinus Theunissen                                      | 10.1e    | Ian Young                                                       | 10.1e   |
| Bieg na 220 jardów                | Arthur Sweeney                                                      | 21.9    | Marthinus Theunissen                                      | 22.0e    | Walter Rangeley                                                 | 22.1e   |
| Bieg na 440 jardów                | Godfrey Rampling                                                    | 48.0    | Bill Roberts                                              | 48.5e    | Crew Stoneley                                                   | 48.6e   |
| Bieg na 880 jardów                | Phil Edwards                                                        | 1:54    | Willie Botha                                              | 1:55.5e  | Hamish Stothard                                                 | 1:55.6e |
| Bieg na 1 milę                    | Jack Lovelock                                                       | 4:13    | Sydney Wooderson                                          | 4:13.4e  | Jerry Cornes                                                    | 4:16.6e |
| Bieg na 3 mile                    | Wally Beavers                                                       | 14:33   | Cyril Allen                                               | 14:38    | Alec Burns                                                      | 14:45   |
| Bieg na 6 mil                     | Arthur Penny                                                        | 31:01   | Scotty Rankine                                            | 31:03e   | Arthur Furze                                                    | 31:04e  |
| Maraton                           | Harold Webster                                                      | 2'40:36 | Donald Robertson                                          | 2'45:08  | Dunky Wright                                                    | 2'56:20 |
| Bieg na 2 mile przez przeszkodami | Stanley Scarsbrook                                                  | 10:23   | Thomas Evenson                                            | 10:25.8e | George Bailey                                                   | ?       |
| Bieg na 120 jardów przez płotki   | Donald Finlay                                                       | 15.2    | James Worrall                                             | 15.5e    | Ashleigh Pilbrow                                                | 15.7e   |
| Bieg na 440 jardów przez płotki   | Alan Hunter                                                         | 55.2    | Charles Reilly                                            | 55.8e    | Ralph Brown                                                     | 56.0e   |
| Skok wzwyż                        | Edwin Thacker                                                       | 1.90    | Joe Haley                                                 | 1.90     | John Michie                                                     | 1.90    |
| Skok o tyczce                     | Syl Apps                                                            | 3.88    | Alf Gilbert                                               | 3.81     | Fred Woodhouse                                                  | 3.66    |
| Skok w dal                        | Sam Richardson                                                      | 7.17    | Johann Luckhoff                                           | 7.10     | Jack Metcalfe                                                   | 6.93    |
| Trójskok                          | Jack Metcalfe                                                       | 15.63   | Sam Richardson                                            | 14.65    | Harold Brainsby                                                 | 14.62   |
| Pchnięcie kulą                    | Harry Hart                                                          | 14.67   | Robert Howland                                            | 13.53    | Kenneth Pridie                                                  | 13.43   |
| Rzut dyskiem                      | Harry Hart                                                          | 41.53   | Douglas Bell                                              | 40.44    | Bernard Prendergast                                             | 40.23   |
| Rzut młotem                       | Malcolm Nokes                                                       | 48.25   | George Sutherland                                         | 46.24    | William Mackenzie                                               | 42.49   |
| Rzut oszczepem                    | Bob Dixon                                                           | 60.02   | Harry Hart                                                | 58.27    | Johann Luckhoff                                                 | 56.49   |
| Sztafeta 4×110 jardów             | Anglia Arthur Sweeney Everard Davis George Saunders Walter Rangeley | 42.2    | Kanada Allan Poole Bert Pearson Frank Nicks Bill Christie | 42.5e    | Szkocja Archie Turner David Brownlee Ian Young Bob Murdoch      | 43.0e   |
| Sztafeta 4×440 jardów             | Anglia Crew Stoneley Denis Rathbone Geoffrey Blake Godfrey Rampling | 3:16.8  | Kanada Art Scott John Addison Ray Lewis Bill Fritz        | 3:17.2e  | Szkocja Alan Hunter Hamish Stothard Robert Wallace Ronald Wylde | ?       |

## Kobiety
| Konkurencja                        |                                                                  | Wynik  |                                                                | Wynik  |                                                                         | Wynik  |
| ---------------------------------- | ---------------------------------------------------------------- | ------ | -------------------------------------------------------------- | ------ | ----------------------------------------------------------------------- | ------ |
| Bieg na 100 jardów                 | Eileen Hiscock                                                   | 11.3   | Hilda Strike                                                   | 11.5   | Lillian Chalmers                                                        | 11.6   |
| Bieg na 220 jardów                 | Eileen Hiscock                                                   | 25.0   | Aileen Meagher                                                 | 25.4   | Nellie Halstead                                                         | 25.6   |
| Bieg na 880 jardów                 | Gladys Lunn                                                      | 2:19   | Ida Jones                                                      | 2:21.0 | Dorothy Butterfield                                                     | 2:21.4 |
| Bieg na 80 m przez płotki          | Marjorie Clark                                                   | 11.8   | Elizabeth Taylor                                               | 11.9   | Elsie Green                                                             | 12.2   |
| Skok wzwyż                         | Marjorie Clark                                                   | 1.60   | Eva Dawes                                                      | 1.57   | Margaret Bell                                                           | 1.52   |
| Skok w dal                         | Phyllis Bartholomew                                              | 5.47   | Evelyn Goshawk                                                 | 5.41   | Violet Webb                                                             | 5.23   |
| Rzut oszczepem                     | Gladys Lunn                                                      | 32.19  | Edith Halstead(*)                                              | 30.94  | Margaret Cox                                                            | 30.08  |
| Sztafeta 110-220-110 jardów        | Anglia Eileen Hiscock Nellie Halstead Elsie Maguire              | 49.4   | Kanada Audrey Dearnley Aileen Meagher Hilda Strike             | 50.2e  | Rodezja Południowa Cynthia Keay Dorothy Ballantyne Mollie Bragg         | 52.0e  |
| Sztafeta na 220-110-220-110 jardów | Kanada Audrey Dearnley Betty White Aileen Meagher Lillian Palmer | 1:14.4 | Anglia Eileen Hiscock Nellie Halstead Ethel Johnson Ivy Walker | ?      | Szkocja Cathie Jackson Joan Cunningham Margaret Mackenzie Sheena Dobbie | ?      |

(*) – Odkryto później, że "Edith" Eddie Halstead był mężczyzną.

## Tabela medalowa
| Poz. | Państwo            |    |    |    | Łącznie |
| 1    | Anglia             | 16 | 9  | 15 | 40      |
| 2    | Kanada             | 5  | 14 | 1  | 20      |
| 3    | Południowa Afryka  | 5  | 5  | 1  | 11      |
| 4    | Szkocja            | 1  | 1  | 8  | 10      |
| 5    | Australia          | 1  | 1  | 2  | 4       |
| 6    | Nowa Zelandia      | 1  | –  | 1  | 2       |
| 7    | Gujana Brytyjska   | 1  | –  | –  | 1       |
| 8    | Rodezja Południowa | –  | –  | 1  | 1       |
| 8    | Jamajka            | –  | –  | 1  | 1       |